# الیزابت باتوری
اِرژِبِت باتوری (به مجاری: Báthory Erzsébet) (زادهٔ ۷ اوت ۱۵۶۰؛ درگذشتهٔ ۲۱ اوت ۱۶۱۴) گرفین مجاری از خانوادهٔ اشرافی باتوری در پادشاهی مجارستان بود که بنا بر روایاتی مرتکب اعمال وحشتناک و بیرحمانه‌ای شد و اکنون در سراسر جهان به عنوان یکی از نمادهای خون‌آشامی شناخته می‌شود.
پس از درگذشت همسر باتوری، فرنتس ناداشدی در ۱۶۰۴ شایعاتی مبنی بر قتل زنان دهقان بر سر زبان‌ها افتاد ولی نادیده انگاشته شدند. این ادعاها در ۱۶۰۹ در مورد زنان خانواده‌های اصیل مطرح شد و این‌بار بیشتر مورد توجه قرار گرفت. پالاتین مجارستان که از بستگان باتوری نیز بود با فرمان ماتیاش دوم تحقیقاتی کرده و به این نتیجه رسید که باتوری بیش از ۶۰۰ دختر جوان را با کمک خدمتکاران خود شکنجه و کشته‌است. در ۳۰ دسامبر ۱۶۰۹، همهٔ متهمان دستگیر شدند. خدمتکاران او در سال ۱۶۱۱ محاکمه و سه نفر نیز اعدام شدند. اگرچه باتوری هرگز محاکمه نشد وی در قلعهٔ چِیته (اکنون در اسلواکی) حبس شد و تا درگذشتش در آنجا ماند.
درحالی‌که اسناد دادگاه ۱۶۱۱ اتهامات وارد شده علیه باتوری را تأیید می‌کنند، مورخان معاصر صحت آن ادعاها را زیر سؤال برده‌اند. باتوری زنی قدرتمند بود، که قدرتش پس از مرگ همسر با املاک چند صد هزار هکتاری به ارث رسیده زیادتر نیز می‌شد؛ در عین حال ماتیاش دوم به باتوری مبلغ هنگفتی بدهکار بود و با اسارت وی این بدهی لغو می‌شد. اعمال منتسب به وی تهمت‌هایی با انگیزه سیاسی بود که به بستگان اجازه می‌داد زمین‌های او را تصرف کنند.

## فرهنگ عامه
داستان قتل‌های زنجیره‌ای و وحشی‌گری او، توسط بیش از ۳۰۰ شاهد و بازمانده همچون مدارک فیزیکی و مرگ‌های وحشیانه، پیدا شدن دختران مرده و زندانی شده در زمانی که باتوری دستگیر شد، تأیید شده‌است. داستان‌هایی که او را مانند خون‌آشام نشان می‌دهند؛ از جمله مشهورترین آن‌ها داستان حمام کردن او در خون دختران باکره، برای جوان ماندن، سال‌ها پس از مرگ او به‌طور عمومی و رسمی فاش شد و غیرقابل اعتماد فرض شده‌است.
او در کتاب رکوردهای گینس لقب نیرومندترین قاتل زن را گرفته‌است اگرچه تعداد دقیق قربانیان او هنوز مورد بحث است. باتوری و چهار هم‌دست او در سال‌های ۱۵۸۵ تا ۱۶۱۰ به جرم شکنجه و قتل وحشیانه صدها زن بی گناه و جوان که همگی باکره بودند متهم شده بودند. بالاترین تعداد قربانیان باتوری ۶۵۰ مورد ذکر شده‌است. اگرچه این تعداد به ادعای زنی به نام سوزانا است، که از خدمتگزاران بسیار نزدیک او بود، یاکاب سیلواشی، مأمور دادگاه این اعداد را در یکی از کتاب‌های خصوصی باتوری مشاهده کرده‌است. این کتاب هرگز فاش نشد و سیلواشی هرگز آن را در اظهارات خود ذکر نکرد. علی‌رغم مدارک علیه باتوری، نفوذ خانواده‌اش او را از روبه‌رو شدن با محاکمه حفظ کرد. او در دسامبر ۱۶۱۰ در چندین اتاق در یکی از قصرهایشان واقع در چتیه زندانی شد و چهار سال بعد درگذشت.
داستان او یک فولکلور ملی است و او را گاهی با ولاد سوم از والاچیا، فردی که داستان‌های دراکولا از او الهام گرفته شده مقایسه می‌کنند و به او لقب کنتس خون و کنتس دراکولا داده‌اند.

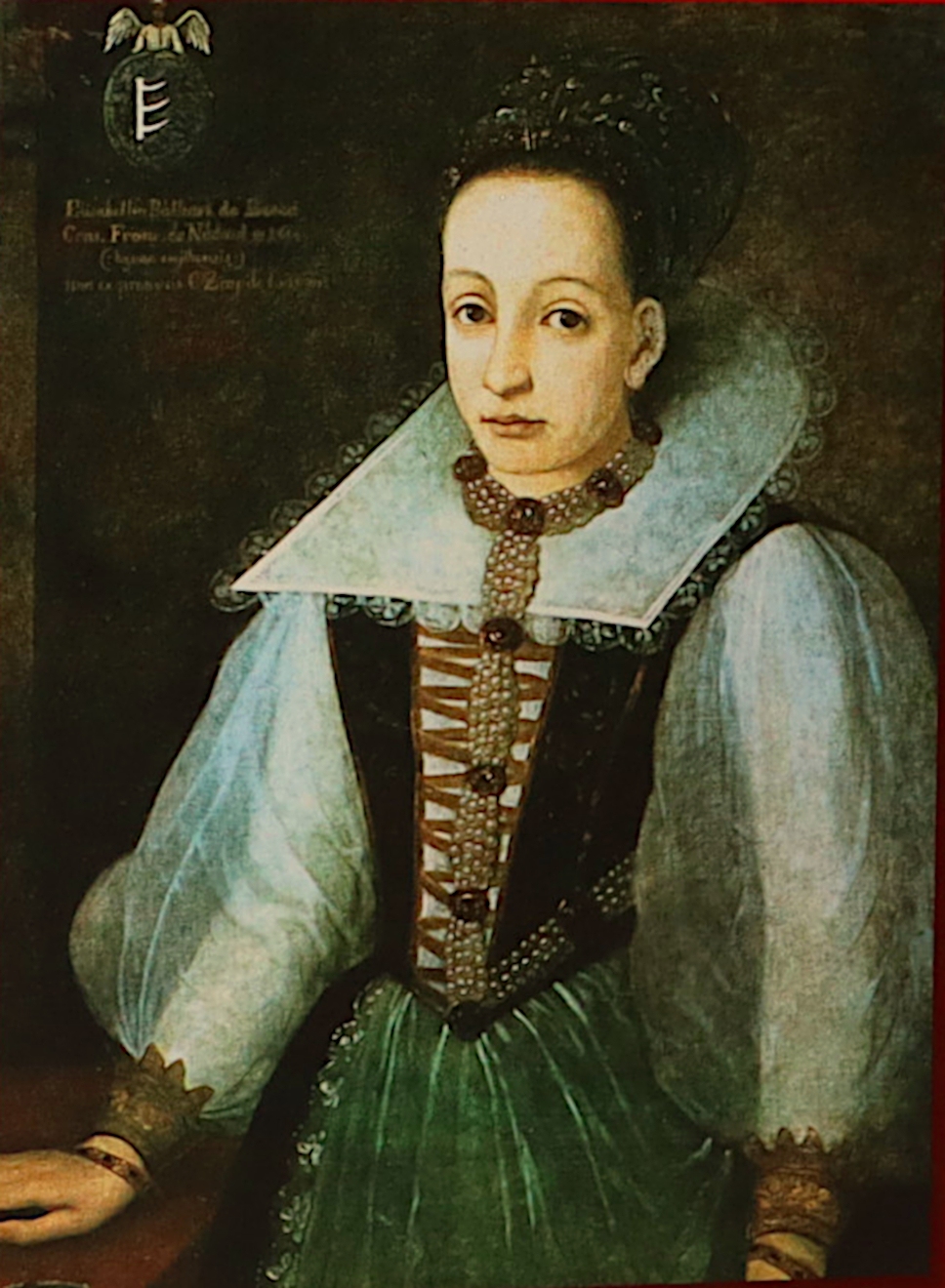
کپی از نقاشی زای، اصلی در موزه ملی مجارستان، در بوداپست.

## یادداشت
1. ↑  نمایندهٔ پادشاه (به مجاری: nádor)، از ابتدای قرن یازدهم تا ۱۸۴۸ بالاترین مقام در پادشاهی مجارستان و بعداً (از ۱۷۲۳) نایب‌السلطنه بود.